# Jay Z
Shawn Corey Carter (Brooklyn, New York, SAD, 4. prosinca 1969.), bolje poznat po svom umjetničkom imenu Jay Z je američki reper, glazbeni producent, tekstopisac, poduzetnik i glumac. Jay Z je jedan od najuspješnijih hip hop glazbenika i poduzetnika u financijama u Sjedinjenim Američkim Državama, imajući zaradu od preko 800 milijuna dolara, 2011. godine. Približno je prodao pedeset milijuna primjeraka albuma diljem svijeta, te je osvojio četrnaest nagrada Grammy i mnogo ostalih nagrada. Proglašen je jednim od najvećih repera svih vremena. Godine 2006., glazbena televizija MTV ga je postavila na prvo mjesto na listi The Greatest MCs of All-Time. Njegova dva albuma, Reasonable Doubt iz 1996. godine i The Blueprint iz 2001. godine smatraju se značajnima, te ih je časopis Rolling Stone uvrstio na listu 500 najboljih albuma svih vremena. Časopis Blender ih je smjestio na listu 500 albuma kojima morate biti vlasnik prije nego što umrete.
Jay Z je suvlasnik noćnog kluba 40/40 Club, te kluba NBA lige Brooklyn Netsa. Također je tvorac modne marke Rocawear. Bivši je predsjednik diskografske kuće Def Jam Recordings, te je jedan od tri osnivača Roc-A-Fella Recordsa i sam je osnovao diskografsku kuću Roc Nation. Kao izvođač drži rekord od jedanaest albuma na broju jedan top ljestvice Billboard 200. Također ima četiri broja jedan na top ljestvici singlova Billboard Hot 100.
Oženio je američku R&B pjevačicu Beyoncé Knowles, 4. travnja 2008. godine. Zajedno imaju troje djece, kćer Blue Ivy Carter koja je rođena u siječnju 2012. godine i blizance Rumi i Sir Carter rođene u lipnju 2017. godine. U prosincu 2009. godine, Jay Z je imenovan petim najuspješnijim muškim izvođačem 2000-ih godina, te četvrtim najuspješnijim reperom iza Eminema, Nellyja i 50 Centa. Također je proglašen 88. najboljim izvođačem svih vremena, prema časopisu Rolling Stone.

## Raniji život
Jay Z je rođen kao Shawn Corey Carter, 4. prosinca 1969. godine. Podrijetlom je iz Marcy Housesa, kompleksa zgrada u kvartu Bedford–Stuyvesant u Brooklynu, New Yorku. Otac ga je napustio 1982. godine, a kratko nakon toga pucao je bratu u rame zbog krađe nakita. Pohađao je srednju školu Eli Whitney u Brooklynu zajedno s reperom AZ-jem sve dok se nije zatvorila. Nakon toga je pohađao srednju školu George Westinghouse Career and Technical Education u Downtown Brooklynu zajedno s budućim reperima, The Notorious B.I.G.-jem i Bustom Rhymesom. Kasnije je opet pohađao srednju školu Trenton Central u Trentonu, New Jerseyju, ali ju nije završio. U međuvremenu je bio uključen u prodaju kokaina.
Prema njegovoj majci Gloriji Carter, Shawn je budio svoju braću i sestre noću da bi mogli svirati na bubnjevima u kuhinji. Na kraju mu je za rođendan kupila radio s kazetom, povećavši mu interes za glazbom. Tada je počeo repati i pisati tekstove, te slušati mnoge popularne izvođače toga vremena. U svom kvartu Shawn je bio poznat kao Jazzy, nadimku koji će se kasnije razviti u Jay Z. Sličan nadimak ima i njegov tadašnji glazbeni mentor Jaz-O, kao i podzemna željeznica J/Z koja se zaustavlja u aveniji Marcy u Brooklynu.
Jay Z se može kratko čuti na nekoliko Jaz-O-evih pjesama iz kasnih 1980-ih i početkom 1990-ih, uključujući "The Originators" i "Hawaiian Sophie". Jay Z je također bio uključen u nekoliko rap bitki koje je pobijedio protiv LL Cool J-a. U ranim 1990-ih već su ga tražile neke diskografske kuće. Prvi put je postao poznat široj publici na pjesmi "Show & Prove" s Big Daddy Kaneovog albuma Daddy's Home. Tijekom tog perioda, Jay Z se smatrao Big Daddy Kaneov Hype man, iako je Kane izjavio da nije imao tradicionalnu ulogu nego samo pojavu na koncertu. Kane je izjavio: "Kada bih otišao promijeniti odjeću, poslao bih Jay Z-ja i Positive K-a da nastupaju sve dok se ne vratim". Jay Z je također gostovao na pjesmi Big L-a "Da Graveyard" i Mic Geronima "Time to Build", koje također sadrže gostovanje tadašnjih zvijezda u usponu DMX-a i Ja Rulea. Prva službena pjesma koju je Jay Z objavio zvala se "I Can't Get With That", za koju je objavio i spot.

## Diskografija

### Studijski albumi
- Reasonable Doubt (1996.)
- In My Lifetime, Vol. 1 (1997.)
- Vol. 2... Hard Knock Life (1998.)
- Vol. 3... Life and Times of S. Carter (1999.)
- The Dynasty: Roc La Familia (2000.)
- The Blueprint (2001.)
- The Blueprint 2: The Gift & The Curse (2002.)
- The Black Album (2003.)
- Kingdom Come (2006.)
- American Gangster (2007.)
- The Blueprint 3 (2009.)

### Zajednički albumi
- The Best of Both Worlds (2002.)
- Unfinished Business (2004.)
- Collision Course (2004.)
- Watch the Throne (2011.)

## Filmografija

### Filmovi
- Streets Is Watching (1998.)
- State Property (2002.)
- Paper Soldiers (2002.)

### Dokumentarci
- Backstage (2000.)
- Fade to Black (2004.)

## Vanjske poveznice

### Službene stranice
- Službena stranica
- Jay-Z na Twitteru
- Jay-Z na MySpaceu

### Profili
- Jay-Z na Allmusicu
- Jay-Z na Discogsu
- Jay-Z na Billboardu
- Jay-Z  Arhivirana inačica izvorne stranice od 24. lipnja 2012. (Wayback Machine) na MTV
- Jay-Z  Arhivirana inačica izvorne stranice od 16. srpnja 2012. (Wayback Machine) na Yahoo! Musicu
- Jay-Z na Internet Movie Databaseu